# Paraphylax cubiceps
Paraphylax cubiceps là một loài tò vò trong họ Ichneumonidae.